# Pecari maximus
Pecari maximus é uma  espécie de artiodáctilo da família dos taiaçuídeos (Tayassuidae) que foi descoberta em 2000 no Brasil pelo primatólogo neerlandês Marc van Roosmalen. Foi descrito apenas em 2007, mas as evidências científicas dessa espécie foram questionadas, um dos motivos para que seja classificada como Dados Deficientes pela IUCN. Presume-se que a possível espécie habite a região centro sul da Amazônia entre os rios Madeira e Tapajós, sendo restrita a área florestal de terra firme. Ao contrário das demais espécies de seu gênero, o Pecari maximus vive em pares ou em pequenos grupos familiares.
Em 2008 a IUCN considerou a espécie como a mesma da Pecari Tajacu por Gongora por ter a mesma linhagem cromossômica.